# 아가트 루셀
아가트 루셀(Agathe Rousselle, 1988년 6월 14일 ~ )은 프랑스의 저널리스트, 모델, 배우이다. 칸 영화제 황금종려상 수상 영화 《티탄》을 통해 배우 데뷔하여 이름을 대대적으로 알렸다.

## 출연 작품
- 티탄 (2021)
- 골드 브릭 (2023) - 비르지니 역